# Luna 12
Luna 12 (series E-6LF) là một nhiệm vụ không người lái của chương trình Luna của Liên Xô, còn được gọi là Lunik 12.
Luna 12 được phóng lên Mặt Trăng từ một quỹ đạo Trái Đất và đạt được quỹ đạo Mặt Trăng vào ngày 25 tháng 10 năm 1966. Tàu vũ trụ được trang bị một hệ thống truyền hình thu phát các bức ảnh Mặt Trăng. Các bức ảnh chứa 1100 đường quét với độ phân giải tối đa 14,9-19,8 m. Hình ảnh của bề mặt mặt trăng đã được truyền lại vào ngày 27 tháng 10 năm 1966. Số lượng ảnh không được biết đến. Việc truyền sóng vô tuyến từ Luna 12 đã chấm dứt vào ngày 19 tháng 1 năm 1967, sau 602 lần thực hiện quỹ đạo mặt trăng và 302 lần truyền vô tuyến.
Luna 12 đã được đưa ra để hoàn thành nhiệm vụ mà Luna 11 đã không đạt được - chụp ảnh có độ phân giải cao của bề mặt Mặt trăng từ quỹ đạo Mặt Trăng. Luna 12 lên Mặt Trăng vào ngày 25 tháng 10 năm 1966 và tiến vào quỹ đạo kích cỡ 133 x 1.200 km. Báo chí Xô viết phát hành những bức ảnh đầu tiên chụp trên bề mặt vào ngày 29 tháng 10 - những bức ảnh cho thấy Biển Mưa (Sea of Rains) và miệng núi lửa Aristarchus. Độ phân giải cao từ 15 đến 20 mét. Phim được rửa, cố định, sấy khô tự động và được quét để truyền tới Trái Đất. Không có thêm hình ảnh nào được đưa ra. Sau khi hoàn thành nhiệm vụ hình ảnh chính của mình, Luna 12 đã được ổn định chiều quay để thực hiện nhiệm vụ khoa học của mình, và nhiệm vụ này cũng được hoàn thành thành công.